# Egia
Egia (castellà Eguía) és un dels 17 barris de Sant Sebastià (Guipúscoa). Té una població de 14.956 habitants. Està situat una alçària a l'est de Sant Sebastià. Antigament limitava amb Gros, Altza, Loiola i el riu Urumea. En l'actualitat Egia ha quedat reduït als terrenys compresos entre les vies del ferrocarril, Mundaiz, Loiola, Polloe, Intxaurrondo i Gros. Abasta una superfície aproximada de 117 hectàrees.

## Situació
El barri està ple de costes i escales i comprèn en la part baixa, la zona d'Atotxa i riba de l'Urumea fins al Pont de María Cristina, Pont de Ferro, Ponte de Loiola i d'Amara, les costes dels carrers Egia, Aldakonea, Jai-Alai i Loiola, la part mitjana, amb dos eixos centrals: el carrer Verge del Carmen i l'Avinguda d'Ametzagaña; i a les parts altes Aldakonea, Konkorrenea, Alai ondo, Alai alde, Alt d'Egia, Tolaregoia i zones properes al cementiri.

## Demografia
No hi ha dades fefaents, però hom creu que tenia uns 3.000 habitants en 1850, que passa a una població d'uns 10.000 el 1950, al voltant de 16.000 el 1975, 16.184 el 1981, 15.471 el 1986 i 13.892 el 1991, havent baixat a uns 13.300 posteriorment segons el padró de 1996.

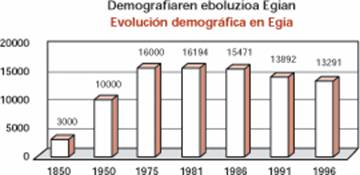
Evolució demogràfica d'Egia.

## Història
El barri rep el seu nom d'un caseriu existent a la zona. Aquest terreny va ser ocupate per caserius, els habitants dels quals cuidaven de les hortes properes, gairebé sempre de la seva propietat i atenien a les necessitats dels donostiarres als diferents mercats de la ciutat. Alguns caserius com Polloe-Enea, Konkorrenea, Aldakonea, Aldapa, Mundaiz, Alkolea, etc. van llegar els seus noms al cementiri i a diferents carrers. Així doncs, el barri fins al primer terç del segle xx estava dedicat principalment a l'agricultura.

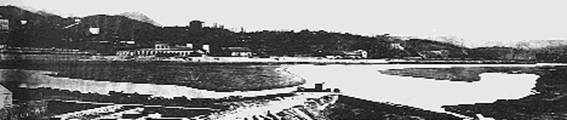
Egia des del marge de l'Urumea. s.XIX.

El barri canvià la configuració arran de la inauguració del ferrocarril el 15 d'agost de 1864. El 1869 s'hi construí la Plaça de Toros d'Atotxa, el 21 de maig de 1877 el frontó modern i el 1887 el cementiri de Polloe. La industrialització es va obrir pas gràcies a una fàbrica de teules el 1903 i la tabacalera el 1913, any en què es va inaugurar el Camp de futbol d'Atotxa de la Reial Societat de Sant Sebastià.
Amb la construcció del cementiri es van obrir diversos tallers de marbre. L'any 1932 es va crear la Casa de la Maternitat en la costa d'Aldakonea, on ara se situa el Centre de Nazaret. En el començament del segon terç d'aquest segle es van iniciar les primeres urbanitzacions en la part baixa, Atotxa i Costa d'Egia.

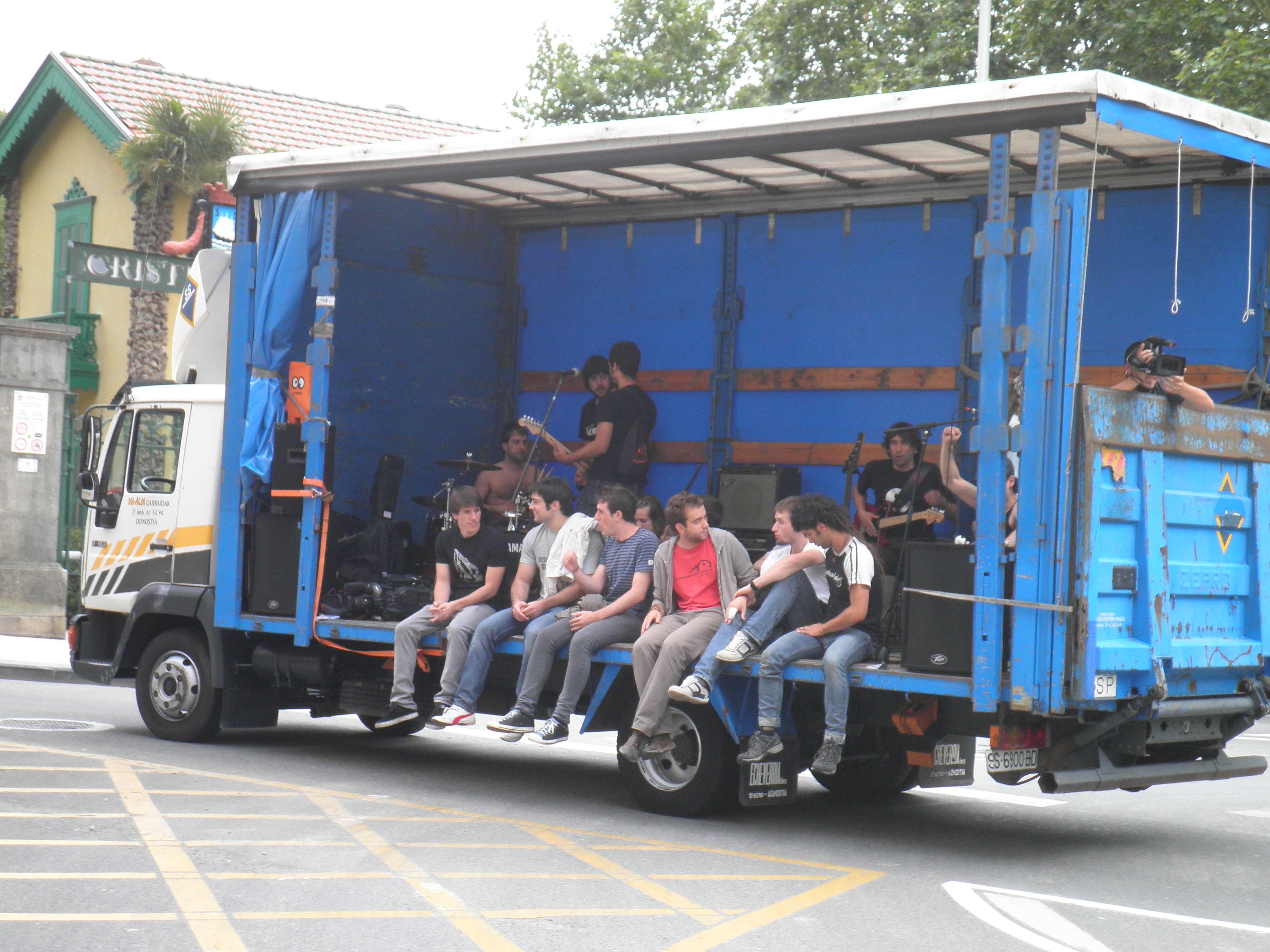
Festival de mitjanit a Egia

La seva evolució més important comença en la dècada dels anys 1950 per la falta d'espai al centre de Sant Sebastià per a la projecció de nous eixamples. Coincideix aquesta proliferació en les construccions amb una nombrosa immigració que buscava allotjament al barri. Aquest creixement no va respectar les normes urbanístiques ni es va preveure cap tipus d'equipament per al barri. Diverses zones situades a Egia van arribar a constituir petites barriades com Atotxa, San Francisco Javier, Alai Ondo, Alai Alde, Baztan, Aldakonea i tenen la seva història pròpia l'origen de la qual està basat en alguns casos en els caserius situats amb anterioritat.
Durant la dècada de 1950 hi havia poca activitat sociocultural al barri. Dues societats gastronòmiques, Donosti-Gain i Ur-Zaleak, organitzaven les festes patronals: El Coro i Madalenas. El 1970 la població del barri era d'uns 19.000 habitants, bastant superior a l'actual. Hi havia més de 2.500 treballadors, principalment joves, que vivien en habitacions llogades. En aquesta dècada augmenta l'activitat sociocultural al barri, començant a ressorgir, a més, el moviment basc que estava reduït a petits grups. Un esdeveniment molt important va ser la creació de la ikastola Aitor el 1967 per un grup de pares i mares que veu créixer ràpidament el nombre d'alumnat. Un altre grup crea una gau-eskola per a euskaldunitzar a la gent del barri.
Un fet important, ocorregut el 1979, és la mort de la coneguda ecologista Gladys del Estal en una marxa contra les centrals nuclears i les Bardenas Reales. Una gran part del barri es va portar una gran commoció amb aquest fet i va prendre part activa en les mobilitzacions que es van dur a terme. El 1982 sorgeixen les festes dels Porrontxos, que d'una forma oberta i gradual va incorporant a la gran majoria de la joventut del barri que es van organitzant per quadrilles.

## Personatges destacats
- Fermín de Lasala y Collado, duc de Mandas
- Jose María San Sebastián
- Arantxa Urretabizkaia
- Gladys del Estal